# Coffea robusta
Coffea robusta sau Coffea canephora este o specie de arbore de cafea originară din centrul și vestul sub-Saharei Africane. Este o specie de plantă cu flori din familia Rubiaceae.  Deși este larg cunoscută sub denumirea Coffea robusta, planta este identificată științific sub denumirea  Coffea canephora, care are două varietăți - Robusta și Nganda.

## Descriere
Arbustul de Coffea robusta a fost descoperit la începutul secolului al XIX-lea în Zair, în bazinul râului Congo, și numără aproximativ 50 de specii dintre care doar 5 sunt comestibile. Crește la altitudini joase și este mai rezistentă acolo unde climatul nu este favorabil cafelei arabice. Spre deosebire de cafeaua arabică, se adaptează ușor climatului sever, este rezistentă la boli și dăunători. 
Fructele sunt rotunde și au o durată de maturitate ce poate ajunge la 11 luni; ele conțin de două ori mai multă cofeină decât Coffea arabica. Cofeina are un gust amar, așadar și cafeaua robusta este mai amară.
Boabele sunt mici, au o formă neregulată și culoare maroniu-gălbuie.

## Cultivare
Robusta crește cu preponderență în Vietnam, Brazilia, Indonezia, Africa centrală și de vest, Malaysia, Sri Lanka, India etc.

## Vezi și
- Coffea arabica